# Alfred von Meysenbug

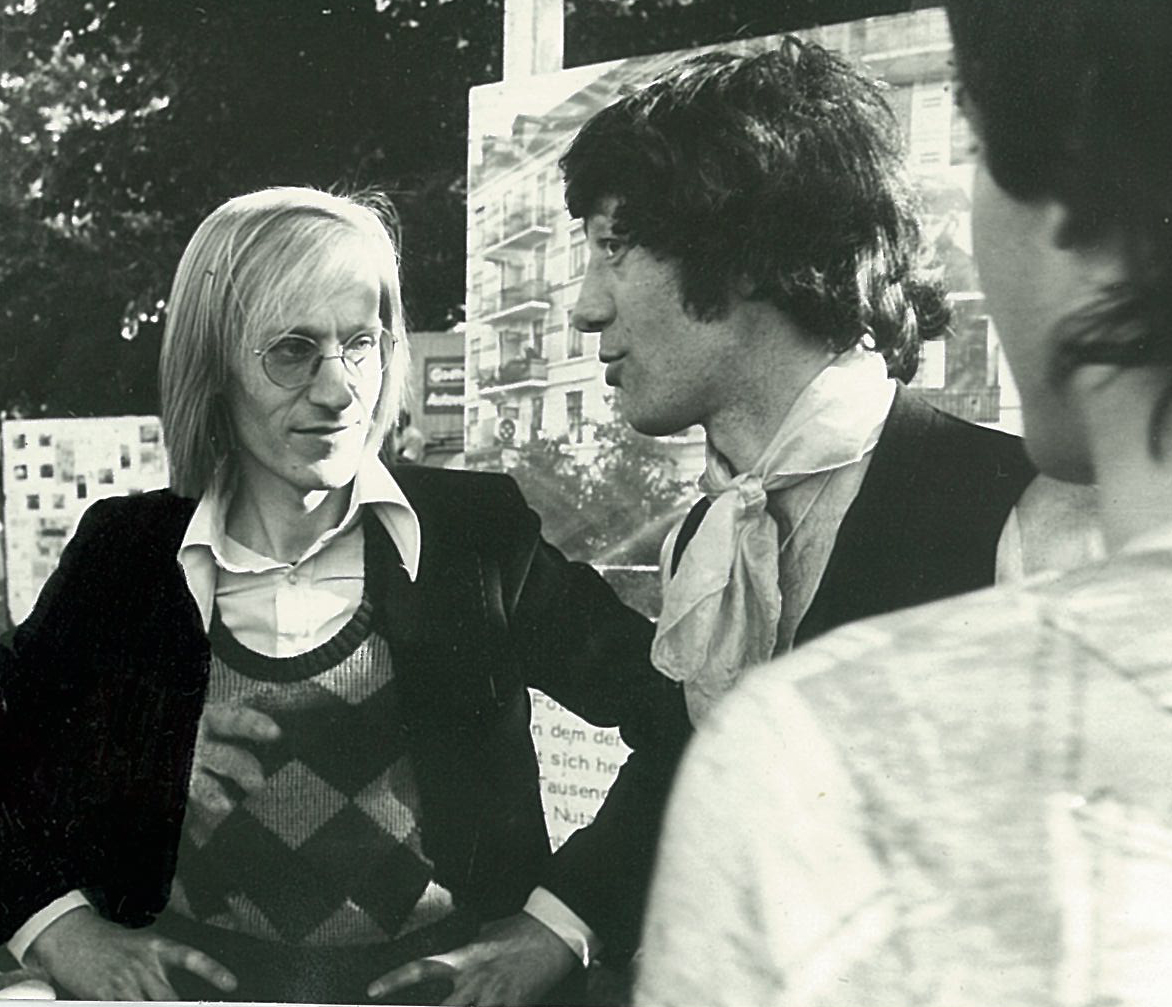
Alfred von Meysenbug (links) und Natias Neutert bei einem Stadtteilfest in Hamburg-Winterhude, 1977

Alfred von Meysenbug (* 1. Januar 1940 in Gießmannsdorf, Niederschlesien; † 19. Februar 2020 in Hamburg; bürgerl. Karl Alfred Freiherr Rivalier von Meysenbug) war ein deutscher Pop-Art-Künstler und Comiczeichner der 68er-Generation.

## Leben und Werk
Meysenbug wuchs in Hannover auf. Er studierte Soziologie und Philosophie bei Adorno und war dann Buchillustrator und Werbegrafiker in Frankfurt am Main. Von Meysenburg stammt auch ein seltenes Zeitdokument, die Momentaufnahme der drei barbusigen Adorno-Attentäterinnen vom 22. April 1969 in der Frankfurter Universität. Meysenbug untersagte später den Gebrauch dieser historischen Aufnahme. 1978 gestaltete Meysenbug die Schallplattenhülle für Udo Lindenbergs von Peter Zadek inszenierte Rock Revue. Er war darüber hinaus bei vielen CDs Lindenbergs Text- und Kunstberater.
In seinen frühen Comics Super-Mädchen und Glamour-Girl arbeitete er im linearen Pop-Art-Stil Roy Lichtensteins. Die Zeichnungen stehen dabei stets in einem bewussten Spannungsverhältnis zur Sprache und der Narration, die auf emanzipatorische Bewusstwerdung abzielt.
So merkte der Kunstkritiker Bazon Brock zu den Comics Super-Mädchen und Glamour-Girl an, Meysenbug wolle damit „die Usurpation des Comic vom Zeitvertreib zur Zeitbestimmung erreichen. Der kommentierende Text beschreibt die Verlaufsformen heutiger Sozialisationsversuche. Super-Mädchen ist Verkäuferin, die langsam begreift, daß sie dabei immer nur sich selber verkauft. Deshalb gibt sie der Wahrheit die Ehre und geht auf die Straße. Glamour Girl liegt und lebt auf der Straße, bis sie begreift, daß nur der politische Zusammenschluß mit anderen ein Organisationsprinzip ihres Lebens sein kann. Als Verkäuferin ist man Hure, aber als Hure hat man die Chance, sich seiner Lage bewußt zu werden.“
In welcher Stilart der Künstler auch jeweils arbeitete, es geschah in jedem Fall nach von ihm selbst inszenierten Fotografien von guten Freunden und Bekannten. So stand für die Figur der Jolly Boom aus seinem Comic Super-Mädchen: Das Ende der Verkäuferin Jolly Boom die Szene-Schauspielerin Carla Aulaulu Modell.  In andere Rollen seines Figurenarsenals schlüpften hierfür immer wieder von ihm fotografierte Freunde oder Freundinnen wie Bernd Brummbär, der Polyästhetiker  Natias Neutert oder das Fotomodel Kirsten Waschkau.
Meysenbug illustrierte das wirkungsmächtige Sexualaufklärungsbuch Sexfront von Günter Amendt, das seit 1970 in mehreren Auflagen mehr als 500.000 Mal verkauft wurde.
Zu Meysenbugs Œuvre gehören mehrere Werke, die sich an literarische Klassiker anlehnen, wie Der glückliche Prinz von Oscar Wilde oder das von Charles Perrault 1697 veröffentlichte Kunstmärchen Der kleine Däumling. Für seinen 1991 veröffentlichten Comic Däumling wurde Meysenbug 1992 mit dem Rattenfänger-Literaturpreis der Stadt Hameln ausgezeichnet.

## Werke (Auswahl)
- Petting: Comic-Essay, in: Peng, Nr. 3. Hans-Peter Ernst (Hrsg.)[8] Nachdruck in: Margret Kosel: Gammler, Beatniks, Provos, Bärmeier & Nikel, Frankfurt, 1967, S. 170–173.
- Jürgen Allweiler, A. v. Meysenbug, Volker Erbes: Meuterei gegen die Schule. Ring Publications Gerold Dommermuth, Frankfurter Ringfibel, Nr. 15, Frankfurt 1969. Durchmesser 60 mm, 88 S.
- A. v. Meysenbug (Graphiker), P. G. Hübsch (Texter): Mini-Faust. Ring Publications Gerold Dommermuth, Frankfurter Ringfibel Nr. 13, Frankfurt 1968. Durchmesser ca. 75 mm (?), 48 Blatt, 96 S., 1968.[9]
- Super-Mädchen. Das Ende der Verkäuferin Jolly Boom. Comic-Strip (Streit-Zeit-Bilder 1), Herausgeber Horst Bingen, Heinrich-Heine Verlag, 1968. 4°; 33 Blatt, 64 S. ISBN 978-3-631-36599-1[10]
- Glamour-Girl: Glamourös getextet und gezeichnet von Alfred von Meysenbug. Comic Strip. In der Reihe Streit-Zeit-Bücher, Nr. 2, Heinrich-Heine Verlag, Frankfurt 1968. 8°; 48 Blatt, 96 S.
- Alfred Demarc (d. i. A. v. Meysenbug): Lucys Lustbuch, März, Frankfurt 1971.[11]
- Der glückliche Prinz. Text von Oscar Wilde, Insel Verlag, Frankfurt am Main 1972.
- Supermädchen und andere Comics aus den letzten Tagen des großen Boom, Zweitausendeins, Frankfurt am Main 1975. Vorwort von Günter Amendt: Künstler in der antiautoritären Bewegung
- Udo Lindenberg: Lindenbergs Rock Revue, LP, Telefunken Decca, 1978. Cover und beigelegter Comic, 8 S.
- Däumling, Eichborn Verlag, Frankfurt am Main 1991.

## Auszeichnung
- 1992 Rattenfänger-Literaturpreis der Stadt Hameln für Däumling